# Lucianópolis (ort)
Lucianópolis är en ort i Brasilien.   Den ligger i kommunen Lucianópolis och delstaten São Paulo, i den södra delen av landet, 800 km söder om huvudstaden Brasília. Lucianópolis ligger 531 meter över havet och antalet invånare är 2 255.
Terrängen runt Lucianópolis är platt. Närmaste större samhälle är Duartina, 12,3 km öster om Lucianópolis.
Trakten runt Lucianópolis består i huvudsak av gräsmarker. Runt Lucianópolis är det ganska glesbefolkat, med 47 invånare per kvadratkilometer.